# Castrejón (Salamanca)
Castrejón es una entidad de población española del municipio de Barbadillo, perteneciente a la provincia de Salamanca, en la comunidad autónoma de Castilla y León.

## Historia
Hacia mediados del siglo XIX, el lugar, ya por entonces perteneciente a Barbadillo, tenía contabilizada una población de 37 habitantes. Aparece descrito en el sexto volumen del Diccionario geográfico-estadístico-histórico de España y sus posesiones de Ultramar de Pascual Madoz con las siguientes palabras:

CASTREJON: alq. ó l. agregado al ayunt. de Barbadillo, en la prov., part. jud. y dióc. de Salamanca (3 1/2 leg.): sit. en la carretera que desde esta c. conduce á la de Ciudad Rodrigo. Confina N. con su matriz; E. la Rad; S. Carnero, y O. Calzada de Don Diego: se estiende 1/4 leg. de N. á S., lo mismo de E. á O., y comprende sobre 514 fan. de tierra, habiendo pertenecido al cabildo de Salamanca 245. Hay destinadas á pastos 33 fan. y las demas se labran á 3 hojas, llamadas Vegas, Valserrano y Cascajo, encontrándose en dos de estas varias encinas en diferentes puntos. prod.: granos y pastos y cria algunos ganados. pobl.: 6 vec., 37 alm. cap. terr. prod.: 82,300 rs. imp.: 4,115 rs.
(Madoz, 1847, p. 196)

En 2022, tenía empadronados ocho habitantes.